# Sedum oreganum
Sedum oreganum es una planta suculenta de la familia Crassulaceae que crece en la costa del 

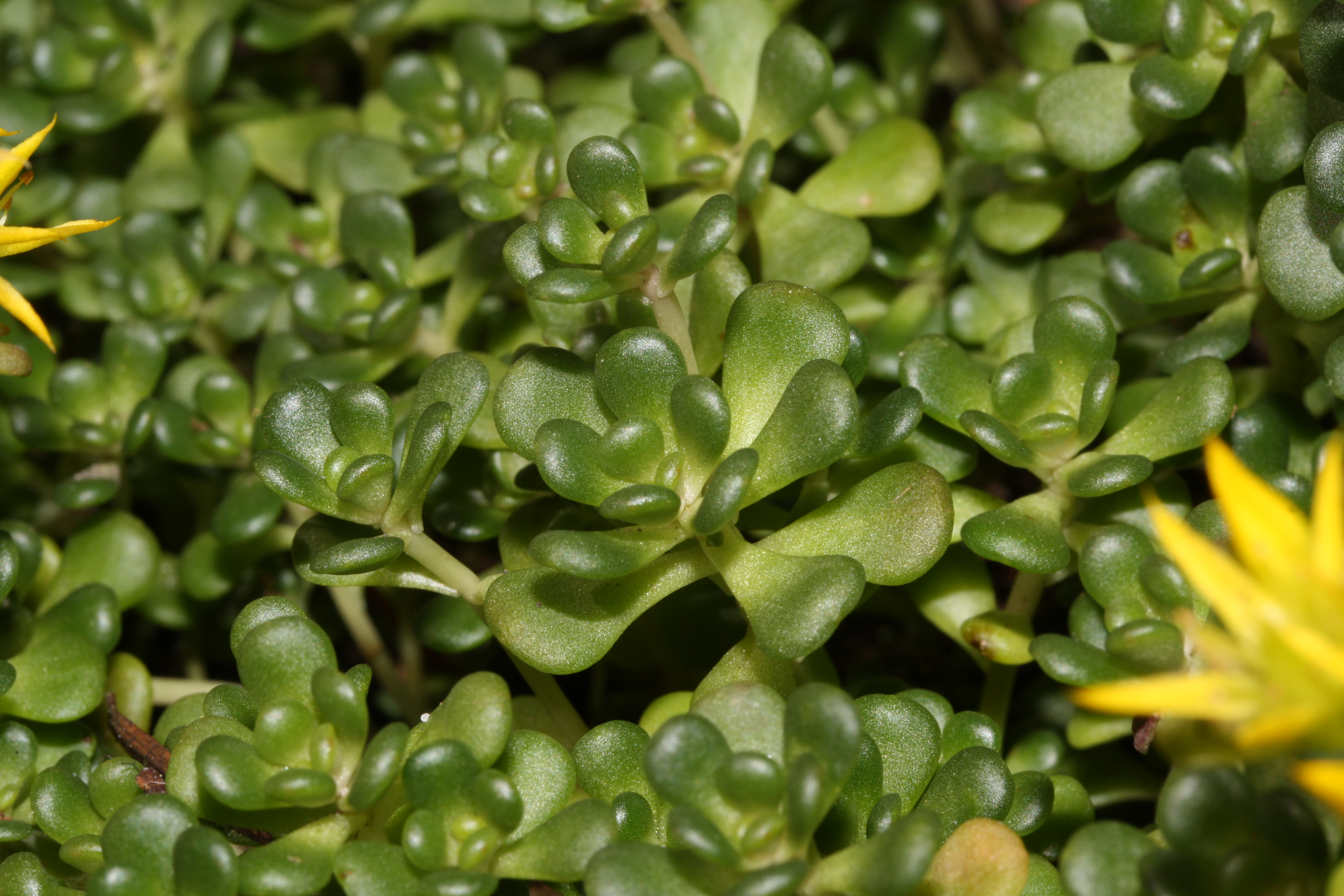
Detall de les fulles

 en Norteamérica. 

## Descripción
Es una planta herbácea perenne que alcanza los 10 cm de altura con hojas carnosas de color verde que cambian de color a marrón o rojo en el otoño. Tienen numerosas flores amarillas. Las hojas son comestibles.

## Taxonomía
Sedum oreganum fue descrita por Thomas Nuttall y publicada en A Flora of North America: containing . . . 1(4): 559. 1840.
Etimología
Ver: Sedum oreganum: epíteto geográfico referente a su localización en el Estado de Oregon
Sinonímia
- Breitungia oregana (Nutt.) Á.Löve & D.Löve[2]